# Cucumaria salma
Cucumaria salma är en sjögurkeart. Cucumaria salma ingår i släktet Cucumaria och familjen korvsjögurkor. Inga underarter finns listade i Catalogue of Life.